# Geganta
Geganta es un cultivar de higuera de tipo higo común Ficus carica, bífera (con dos cosechas por temporada, brevas e higos de otoño), con higos de epidermis con color de fondo verde blanquecino con sobre color amarillo verdoso. Se cultiva en la colección de higueras de Montserrat Pons i Boscana en Llucmajor, Islas Baleares.

## Sinonimia
- “sin sinónimo”,[4][6][7]

## Historia
Actualmente la cultiva en su colección de higueras baleares Montserrat Pons i Boscana, rescatada de un ejemplar o higuera madre cultivada y ubicada en "Miner" en el término de Llucmajor, higuera propiedad de Josep Sacarés i Muner, en tierras húmedas profundas del "Pèlag".
La variedad 'Geganta' (Geganta:Gigante, en catalán) está citada en el Diccionario Catalán-Valenciano-Balear (DCVB). Esta variedad debe su nombre al tamaño gigantesco de sus higos. Monserrat Pons ha evaluado el peso de los descriptores con extremos de 65 gr la más pequeña a 138 gr la más grande. La variedad es poco conocida y cultivada en los higuerales de las Islas Baleares.

## Características
La higuera 'Geganta' aunque biológicamente es una variedad bífera sin embargo solamente produce brevas en años favorables y muy escasas de tipo higo común. Árbol de vigorosidad mediana, copa altiva y estirada, de ramaje alargado y delgado muy claro de follaje, de cosecha no demasiado productiva, con nula emisión de rebrotes. Sus hojas son de 3 lóbulos en su mayoría, y pocas de 5 lóbulos. Sus hojas con dientes presentes márgenes dentados poco marcados. 'Geganta' tiene poco desprendimiento de higos, con un rendimiento productivo mediano y periodo de cosecha mediano. La yema apical cónica de color verde amarillento.
Los frutos de la higuera 'Geganta' son higos de un tamaño de longitud x anchura:59 x 64mm, con forma piriforme casi esférica, que presentan unos frutos con un calibre de los más grandes de las higueras de las islas Baleares, bastante asimétricos y deformes, de unos 87,630 gramos en promedio, cuya epidermis es de un grosor mediano, de consistencia mediana y fina al tacto, color de fondo verde blanquecino con sobre color amarillo verdoso. Ostiolo de 3 a 5 mm con escamas pequeñas marrones. Pedúnculo de 2 a 5 mm cilíndrico verde amarillento. Grietas longitudinales finas. Costillas marcadas. Con un ºBrix (grado de azúcar) de 16 de sabor insípido poco dulce, con color de la pulpa rojo claro. Con cavidad interna grande, con pocos aquenios medianos. Los frutos maduran con un inicio de maduración de los higos sobre el 16 de agosto al 22 de septiembre. Cosecha con rendimiento productivo mediano y periodo de cosecha mediano.
Se usa en seco en alimentación humana, y en alimentación del ganado. Buena abscisión del pedúnculo y con facilidad de pelado. Buena resistencia a las lluvias y rocíos, a la apertura del ostiolo, y al transporte. Muy susceptibles al desprendimiento.

## Cultivo
'Geganta', se utiliza en pasa en alimentación humana, también para alimentación del ganado. Se está tratando de recuperar de ejemplares cultivados en la colección de higueras baleares de Montserrat Pons i Boscana en Llucmajor.